# Gustav Theodor Gerlach
Gustav Theodor Gerlach (* 1827; † nach 1887) war ein deutscher Chemiker.
1859 veröffentlichte er in Freiberg Specifische Gewichte der gebräuchlichsten Salzlösungen. Um 1866 war er in Kalk bei Deutz und um 1887 in Köln als Chemiker an der Struve’schen Mineralwasser-Anstalt tätig. 1887 veröffentlichte er in Wiesbaden sein Buch Über Siedetemperaturen der Salzlösungen und Vergleiche der Erhöhung der Siedetemperaturen mit den übrigen Eigenschaften der Salzlösungen. Er konstruierte auch ein Vaporimeter. Er war Mitglied der vereinigten Kölner Freimaurerloge Minerva zum vaterländischen Verein und Rhenana zur Humanität.